# 진 비어든
헨리 유진 비어든(영어: Henry Eugene Bearden, 1920년 9월 5일~2004년 3월 18일)은 미국의 프로 야구 선수로, 좌완 투수였다. 1947년부터 1953년까지 메이저 리그 베이스볼(MLB)의 클리블랜드 인디언스, 워싱턴 세너터스, 디트로이트 타이거스, 세인트루이스 브라운스, 시카고 화이트삭스에서 뛰었다. 통산 193경기에 출전해 788+1⁄3이닝 동안 45승 38패, 29완투, 7완봉, 259탈삼진, 3.96의 평균자책점을 기록했다.
아칸소주 렉사에서 태어났으며, 고등학교를 졸업한 뒤 필라델피아 필리스와 계약을 맺고 마이너 리그에서 네 시즌을 뛰었다. 이후 제2차 세계 대전이 발발하면서 미국 해군에서 복무했다. 1945년에 야구 선수로 복귀 후 뉴욕 양키스 산하 마이너 리그 구단에 있다가 클리블랜드 인디언스로 트레이드되었고, 1947년에 메이저 리그에 데뷔했는데 한 경기만 뛰었다.
이듬해 루키 신분으로 20승을 거두며 올해의 신인상 투표 2위에 올랐으며, 그해 소속팀 클리블랜드의 아메리칸 리그(AL) 페넌트 우승과 월드 시리즈 우승을 이끌었다. 하지만 이후 준수한 활약을 이어가지 못하면서 이후 2년도 안 되어 방출되었고, 1950년부터 1953년까지 워싱턴 세너터스, 디트로이트 타이거스, 세인트루이스 브라운스, 시카고 화이트삭스 등의 팀을 옮겨 다녔다. 더 이상 메이저 리그에서 모습을 드러내지 않게 된 이후에도 마이너 리그에서 네 시즌을 뛰다가 은퇴했다. 이후 아칸소주 헬레나에서 살면서 라디오 방송국 KFFA에서 일했고 여러 종류의 사업에도 참여했으며, 2004년에 사망했다.

## 어린 시절과 군 복무
진 비어든은 미국 아칸소주 렉사에서 태어났다. 아버지는 미주리 태평양 철도에서 근무했으며, 가족 전체가 테네시주로 이사하면서 비어든은 그곳의 멤피스 테크니컬 고등학교를 졸업했다. 1939년에 필라델피아 필리스와 계약을 맺고 클래스 D의 몰트리 패커스에서 프로 경력을 시작했고, 그해 5승 11패의 성적을 기록했다. 1940년과 1941년에는 플로리다 이스트 코스트 리그의 마이애미비치 플라밍고스에서 뛰었다. 1940년에는 18승과 1.63의 평균자책점을 기록했고, 1941년에는 17승과 2.40의 평균자책점을 기록했다. 1942년 시즌에는 사우스 애틀랜틱 리그의 서배너 인디언스와 오거스타 타이거스에서 뛰었으며, 시즌이 끝난 후 제2차 세계 대전에 참전한 미국 해군에 합류해 군 복무를 시작했다.
비어든은 원래 뉴저지주에 있는 해군항공기지에 있다가, 본인의 주장에 따르면 태평양 전장에 있는 경순양함 USS 헬레나의 선원으로 배치받았다. 비어든은 1943년 7월 6일 쿨라만 해전 당시 기관실에서 일하고 있었으며, 함정이 일본의 어뢰 3발을 맞았다고 이야기했다. 이로 인해 함정이 가라앉으면서 선원들은 그곳에서 도망쳐 나와야 했고, 비어든 본인은 갑판 위 사다리에서 떨어져 두개골이 골절되고 슬개골이 으스러졌다고 덧붙였다. 1945년 초까지 병원에 입원해 있던 비어든은 부상을 치료하기 위해 머리와 무릎에 금속판을 삽입하는 수술까지 받았다고 한다. 1949년에 출판된 《스포팅 뉴스》의 《Official Baseball Register》에 게재된 기사에 따르면, 비어든은 "저는 단지 다른 사람들보다 운이 좋았던 또 다른 수병이었을 뿐이었는데요, 왜냐하면 업계 최고의 정형외과 의사를 만났기 때문입니다."라고 말하면서 군 복무 당시의 경험을 이야기하기를 꺼렸다. 비어든이 헬레나에서 겪었던 이야기는 그가 죽을 때까지 따라다녔지만, 그 이야기는 사실이 아니었다. 비어든은 해군에서 복무를 한 건 맞지만 헬레나가 침몰할 당시 플로리다주에 있었다. 비어든의 해군 복무 기록 사본 또한 헬레나에 관련된 이야기를 뒷받침하지 않고 있다.
이후 1945년에 야구 선수로 복귀해 뉴욕 양키스 산하 클래스 A 마이너 리그 구단인 이스턴 리그의 빙엄턴 트리플렛츠에서 뛰며 15승을 올렸다. 1946년에는 트리플 A의 오클랜드 오크스로 승격되었으며, 그곳에서 15승 4패, 3.13의 평균자책점을 기록했다. 오클랜드에서 케이시 스텡걸 감독의 지도로 너클볼을 구사하는 법을 배웠고, 덕분에 메이저 리그에서 투구의 80%를 너클볼로 던지는 너클볼 전문 투수가 되었다. 1946년 12월 6일, 뉴욕 양키스는 비어든과 할 펙, 알 게텔을 클리블랜드 인디언스로 보내고 셤 롤라, 레이 맥을 데려오는 트레이드를 단행했다. 클리블랜드의 빌 비크 구단주는 원래 스펙 셰이를 트레이드로 데려오고자 했지만 양키스가 이를 거절했고, 이후 스텡걸 감독과 오클랜드의 투수진에 대해 논의한 후 그의 제안에 따라 비어든의 영입을 결정하며 트레이드가 성사되었다.

## 클리블랜드 인디언스
스프링 트레이닝 이후 1947년 정규 시즌이 시작되며 비어든은 메이저 리그 로스터에 이름을 올렸다. 그해 5월 10일에 메이저 리그 데뷔를 했는데, 세인트루이스 브라운스를 상대로 1⁄3이닝 동안 3실점했다. 경기를 마친 후 트리플 A 팀인 인터내셔널 리그의 볼티모어 오리올스로 강등되었다. 하지만 비어든은 인터내셔널 리그를 치르는 구장들의 크기가 너무 작아 공을 던지고 싶지 않다며 팀을 떠났다. 이후 복귀를 거부하다가 빌 비크 구단주가 비어든을 다시 오클랜드 오크스로 임대해 오는 데 동의하면서 경기장으로 돌아왔다. 그해 남은 시즌 케이시 스텡걸과 재회하며 오크스에서 뛴 비어든은 198이닝 동안 16승 7패, 2.86의 평균자책점을 기록했다.
비어든은 스프링 트레이닝에서 보여준 모습을 통해 메이저 리그 로스터에 이름을 올렸고, 1948년 시즌 내내 1군 선수단에 포함되었다. 5월 8일 워싱턴 세너터스를 상대로 시즌 첫 출전을 했다. 선발 등판한 시즌 첫 7경기 중 6경기에서 승리를 거뒀는데, 네 차례가 완투승이었고 그중 두 차례는 5월 22일과 6월 8일에 보스턴 레드삭스를 상대로 거둔 완봉승이었다. 그해 9월 1일까지 13승 6패, 2.74의 평균자책점을 기록했고, 루 부드로 감독은 시즌 마지막 달에 선발 로테이션을 4인 체제로 운영하면서 비어든은 더 자주 선발 등판하게 되었다. 그리고 9월 첫 등판이었던 6일 경기에서 시카고 화이트삭스를 상대로 패전을 기록했으나, 이후 7번의 선발 등판에서 모두 승을 거두었다. 9월 28일 시카고 화이트삭스와의 경기와 10월 2일 디트로이트 타이거스와의 경기에서는 완봉승을 거두었고, 소속팀 클리블랜드와 보스턴 레드삭스는 시즌 마지막 날인 10월 3일에 동일한 승수를 기록하면서 리그 우승팀이 결정나지 않았다.
순위 결정전은 10월 4일 월요일 펜웨이 파크에서 치러질 예정이었고, 루 부드로 클리블랜드 선수 겸 감독은 누구를 선발투수로 낼지 결정하는 선수단 투표를 진행한 뒤 비어든을 선발투수로 내정했다. 하루 쉬고 등판한 경기에서 부드로가 2홈런 포함 4안타를 기록한 가운데, 비어든은 보스턴의 타선을 5피안타 1자책으로 막아내며 또 다시 완투승을 거두었고 팀은 8–3으로 승리했다. 이 경기로서 비어든은 시즌 20승을 거두었고, 평균자책점을 아메리칸 리그 1위인 2.47까지 끌어내렸다. 10월 8일 치러진 1948년 월드 시리즈 3차전에서, 비어든은 내셔널 리그의 보스턴 브레이브스를 상대로 5피안타 완봉승을 거두며 팀의 2–0 승리를 이끌었다. 또한 비어든은 이 경기에서 한 개의 2루타와 1득점을 기록했다. 10월 11일 치러진 6차전에서는 선발 밥 레몬에 뒤이어 구원 등판했다. 비어든은 8회에 마운드에 올라가 두 명의 승계 주자를 불러들였지만, 9회를 무실점으로 막고 세이브를 거두었다. 이 경기에서 4–3 승리를 거둔 클리블랜드 인디언스는 월드 시리즈 우승을 차지했다. 비어든은 1948년 시즌 아메리칸 리그 평균자책점 타이틀을 차지했으며, 20승으로 다승 부문 AL 2위, 6완봉으로 이 부문 AL 2위, 리그 MVP 투표에서 8위에 올랐다. 올해의 신인상 투표에서도 보스턴 브레이브스의 유격수 앨빈 다크에 이어 2위에 이름을 올렸다.
1948년 시즌이 끝나고 비어든은 헐리우드에 가서 두 편의 영화, 《스트래톤 스토리》와 《키드 프롬 클리블랜드》에 본인 역으로 출연했다. 1949년 시즌에도 비어든은 선발 로테이션의 한 자리를 담당하고 있었고, 디트로이트 타이거스와 맞붙은 홈 개막전에도 선발 등판했다. 하지만 비어든의 너클볼은 상대 팀 감독들에게 간파당하기 시작했는데, 그해 뉴욕 양키스의 신임 감독이 된 케이시 스텡걸 또한 자신의 선수들에게 너클볼은 스트라이크 존 안에 들어오는 경우가 드무니 스윙을 자제하라고 충고했다. 여기에 다리의 궁둥신경 문제가 더해져 비어든은 불안정한 성적을 냈다. 그해 뉴욕 양키스를 상대로 한 첫 선발 등판 경기에서 16피안타와 4실점을 허용했고, 팀은 4–3으로 패했다. 6월에 완투에 근접한 피칭을 보여준 후, 7월부터는 불펜으로 이동해 남은 시즌을 보냈다. 이해 시즌 성적은 8승 8패와 평균자책점 5.10이었으며, 폭투 11개를 허용해 이 부문 AL 1위라는 불명예를 얻었다.

## 이후의 삶
1950년 시즌 비어든의 역할은 구원 투수였으며, 시즌 14경기에 등판해 5.96의 평균자책점으로 부진하자 소속팀 클리블랜드는 그를 웨이버 공시했다. 그해 8월 2일에 워싱턴 세너터스가 디트로이트 타이거스와 뉴욕 양키스를 제치고 그를 10,000달러에 사들였다. 지난 시즌의 부진이 세 번의 선발 등판 이후 시즌 내내 선수를 따라다니던 다리 부상의 결과라고 생각했던 비어든은 반등의 기회를 엿보고 있었다. 비어든은 이적 후 12경기에 등판해 3승 5패, 4.21의 평균자책점을 기록했다. 8월 22일에는 클리블랜드를 상대로 한 경기에서는 "인디언스를 페넌트레이스에서 떨어뜨리기 위해" 선발 등판을 요청했고, 결과적으로 팀은 5–1로 패배했다. 이듬해 스프링 트레이닝에서 좋은 모습을 보여주지 못한 비어든은 4월에 워싱턴 소속으로 한 경기에 출전한 뒤 방출되었다. 이를 놓치지 않고, 좌완 구원 투수가 필요했던 디트로이트 타이거스가 그를 영입했다. 그해 비어든은 디트로이트 유니폼을 입고 37경기에 출전해 3승 4패, 4.33의 평균자책점을 기록했다. 1952년 2월 14일, 디트로이트 구단은 밥 케인, 딕 크리호스키와 비어든을 세인트루이스 브라운스로 보내고, 맷 배츠, 딕 리틀필드, 클리프 메이프스, 벤 테일러를 데려오는 트레이드를 단행했다.
브라운스 유니폼을 입은 비어든은 1952년에 선발과 구원 각각 비슷한 비율로 기용되었다. 시즌 34경기에 출전했는데 그중 16경기가 선발 등판이었으며, 7승 8패, 평균자책점 4.30, 폭투 10개(AL 1위)를 기록했다. 하지만 타격 성적은 훨씬 나아졌는데, 메이저 리그 데뷔 시즌부터 1951년까지 통산 타율 .203을 기록한 반면 1952년 시즌에는 65타수에서 타율 .354를 기록하며 그해 가장 좋은 타격을 보여준 투수였다. 시즌이 종료된 후에는 다른 메이저 리그 선수 동료들과 지방 순회 경기를 다녔고, 니그로 아메리칸 리그의 멤피스 레드삭스와 시범 경기를 치렀다. 1953년 3월, 세인트루이스 브라운스는 비어든을 방출했고, 시카고 화이트삭스가 그를 영입했다. 그해 비어든은 3승 3패, 2.95의 평균자책점을 기록했고, 소속팀 시카고 화이트삭스는 시즌 후 비어든과 퍼시픽 코스트 리그 팀 시애틀 레이니어스의 아트 델 두카와 알렉스 가보스키를 맞바꾸는 트레이드를 단행했다.
1954년, 시애틀 레이니어스 소속의 비어든은 11승 13패, 평균자책점 4.05의 시즌 성적을 기록했다. 이듬해에 다시 샌프란시스코 실스의 엘머 싱글턴의 맞상대로 트레이드되었고, 실스 소속으로 1955년 시즌 전반기에 10승 1패를 기록해 이 부문 퍼시픽 코스트 리그 선두를 달렸으며, 시즌 최종 성적은 43경기 출전, 18승 12패, 평균자책점 3.52였다. 1956년에는 새크라멘토 솔론스에서 뛰면서 34경기에서 15승 14패, 3.48의 평균자책점을 기록했다. 그해 시즌이 끝나고는 큐반 리그로 넘어가 시엔푸에고스 소속으로 14경기를 뛰었고, 1956년 캐리비안 시리즈에도 참여했으며 시엔푸에고스는 시리즈 우승을 차지했다. 1957년에는 새크라멘토에서 네 경기를 뛰고 아메리칸 어소시에이션의 미니애폴리스 밀러스로 보내졌고, 그곳에서 34경기에 출전해 5승 6패, 5.30의 평균자책점을 기록했다. 원래 1년 전 샌크라멘토 소속 당시에는 다른 구단으로의 트레이드를 요청했었지만, 1957년 시즌 후에는 다시 새크라멘토에 다시 합류해 선수 겸 코치 역할을 하고 싶다고 했다. 그 후 얼마 안 되어 아칸소주 헬레나에 있는 라디오 방송국 KFFA에서 근무하게 되면서 야구 선수 경력을 마무리했다.
현역으로 뛰던 당시에는 오프 시즌에 보조 출연자나 스태프 등으로도 일하며 영화 산업에도 몸담았다. 선수로서 은퇴한 뒤에는 아내 로이스(Lois)와 자녀들과 함께 헬레나에 거주했다. 헬레나에서 음식점 운영, 자동차 대리점 관리자, 유소년 야구 코치 등 여러 종류의 사업을 했다. 2004년 앨라배마주 알렉산더시티에서 83세의 나이로 세상을 떠났다.

## 통산 기록
| 연 도      | 소 속     | 등 판 | 선 발 | 완 투 | 완 봉 | 무 4 구 | 승 리 | 패 전 | 세 이 브 | 홀 드 | 승 률 | 타 자 | 이 닝 | 피 안 타 | 피 홈 런 | 볼 넷 | 고 4 | 몸 맞 | 탈 삼 진 | 폭 투 | 보 크 | 실 점 | 자 책 점 | 평 자 책 | W H I P |
| ---------- | --------- | ----- | ----- | ----- | ----- | ------- | ----- | ----- | -------- | ----- | ----- | ----- | ----- | -------- | -------- | ----- | ---- | ----- | -------- | ----- | ----- | ----- | -------- | -------- | ------- |
| 1947년     | CLE       | 1     | 0     | 0     | 0     |         | 0     | 0     | 0        |       |       | 4     | 0.1   | 2        | 0        | 1     | 1    | 0     | 0        | 1     | 0     | 3     | 3        | 81.00    | 9.000   |
| 1948년     | CLE       | 37    | 29    | 15    | 6     |         | 20    | 7     | 1        |       | .741  | 935   | 229.2 | 187      | 9        | 106   | 6    | 3     | 80       | 5     | 0     | 72    | 62       | 2.43     | 1.276   |
| 1949년     | CLE       | 32    | 19    | 5     | 0     |         | 8     | 8     | 0        |       | .500  | 593   | 127.0 | 140      | 6        | 92    | 4    | 2     | 41       | 11    | 0     | 77    | 72       | 5.10     | 1.827   |
| 1950년     | CLE       | 14    | 3     | 0     | 0     |         | 1     | 3     | 0        |       | .250  | 211   | 45.1  | 57       | 5        | 32    | 2    | 0     | 10       | 3     | 1     | 32    | 31       | 6.15     | 1.963   |
| 1950년     | WSH       | 12    | 9     | 4     | 0     |         | 3     | 5     | 0        |       | .375  | 310   | 68.1  | 81       | 1        | 33    | 1    | 2     | 20       | 2     | 0     | 35    | 32       | 4.21     | 1.668   |
| '50년 합계 | WSH       | 26    | 12    | 4     | 0     |         | 4     | 8     | 0        |       | .333  | 521   | 113.2 | 138      | 6        | 65    | 3    | 2     | 30       | 5     | 1     | 67    | 63       | 4.99     | 1.786   |
| 1951년     | WSH       | 1     | 1     | 0     | 0     |         | 0     | 0     | 0        |       |       | 16    | 2.2   | 6        | 0        | 2     | 0    | 0     | 1        | 0     | 0     | 5     | 5        | 16.88    | 3.000   |
| 1951년     | DET       | 37    | 4     | 2     | 1     |         | 3     | 4     | 0        |       | .429  | 476   | 106.0 | 112      | 6        | 58    | 4    | 1     | 38       | 5     | 0     | 58    | 51       | 4.33     | 1.604   |
| '51년 합계 | DET       | 38    | 5     | 2     | 1     |         | 3     | 4     | 0        |       | .429  | 492   | 108.2 | 118      | 6        | 60    | 4    | 1     | 39       | 5     | 0     | 63    | 56       | 4.64     | 1.638   |
| 1952년     | SLB       | 34    | 16    | 3     | 0     |         | 7     | 8     | 0        |       | .467  | 676   | 150.2 | 158      | 13       | 78    | 9    | 1     | 45       | 10    | 1     | 89    | 72       | 4.30     | 1.566   |
| 1953년     | CWS       | 25    | 3     | 0     | 0     |         | 3     | 3     | 0        |       | .500  | 250   | 58.1  | 48       | 8        | 33    | 1    | 0     | 24       | 3     | 0     | 27    | 19       | 2.93     | 1.389   |
| 통산: 7년  | 통산: 7년 | 193   | 84    | 29    | 7     |         | 45    | 38    | 1        |       | .542  | 3471  | 788.1 | 791      | 48       | 435   | 28   | 9     | 259      | 40    | 2     | 398   | 347      | 3.96     | 1.555   |

- 굵은 글씨는 시즌 최고 성적.

### 내용주
1. ↑  "I was just another gob [slang for sailor], luckier than many, because I met up with a doctor who is, to me, the best orthopedic surgeon in the business."

### 참조주
1. 1 2 3 4 5 6 7  “Gene Bearden Statistics and History”. 《Baseball-Reference.com》 (영어). Sports Reference LLC. 2020년 6월 2일에 확인함.
2. 1 2 3 4 5  Bedingfield, Gary (2008년 5월 28일). “Gene Bearden”. 《Baseball in Wartime》 (영어). 2016년 7월 10일에 확인함.
3. 1 2 3 4  “Gene Bearden Minor League Statistics & History”. 《Baseball-Reference.com》 (영어). Sports Reference LLC. 2020년 6월 2일에 확인함.
4. 1 2 3  Lebovitz, Hal (1949). “Lucky Rookie - 1949 Official Baseball Register”. 《The Sporting News》 (영어). 3–26면.
5. ↑  Hennessy, M. Shawn (2023년 6월 30일). “Gene Bearden Biography”. 《Society for American Baseball Research》 (영어). 2023년 6월 30일에 확인함.
6. ↑  Hennessy, M. Shawn (2023년 6월 28일). “Laying Gene Bearden's USS Helena Story to Rest”. 《Chevrons and Diamonds》 (영어). 2023년 6월 30일에 확인함.
7. 1 2 3  Freedman, Lew (2015). 《Knuckleball: The History of the Unhittable Pitch》 (영어). Simon & Schuster. ISBN 9781613217948.
8. ↑  James, Bill; Neyer, Rob (2004). 《The Neyer/James guide to pitchers : an historical compendium of pitching, pitchers, and pitches》 (영어). New York: Simon & Schuster. 129쪽. ISBN 0-7432-6158-5. 2012년 10월 9일에 확인함.
9. ↑  Jones, Harry (1948년 6월 9일). “Boudreau's Homer Gives Indians 5th in Row, 2–0”. 《The Plain Dealer》 (영어). 24면.
10. ↑  Jones, Harry (1948년 9월 3일). “Lemon, Zoldak to Hurl in St. Louis”. 《The Plain Dealer》 (영어). 20면.
11. ↑  Marazzi, Rich (2003). 《Baseball Players of the 1950s: A Biographical Dictionary of All 1,560 Major Leaguers》 (영어). McFarland & Company. 28쪽. ISBN 9781476604299.
12. 1 2  McAuley, Regis (1977년 5월 21일). “Bearden's Year”. 《Tucson Citizen》 (영어). 12면  – Newspapers.com 경유.
13. ↑  “Bearden, Boudreau, Keltner Share Honors as Indians Win”. 《The Milwaukee Journal》 (영어). 1948년 10월 5일. 8면.
14. ↑  “Indians Goal 4 Straight Victories After Bearden Defeats Braves, 2–0”. 《The Plain Dealer》 (영어). 1948년 10월 9일. 1면.
15. ↑  Jones, Harry (1948년 10월 12일). “Indians Win World Title”. 《The Plain Dealer》 (영어). 1면.
16. ↑  Richman, Milton (1977년 5월 15일). “Bearden: 20 Years, Many Dollars Early”. 《The Miami Herald》 (영어). 272면.
17. ↑  “73,150 See Tribs Donate Victory To Yankees, 4–3”. 《The Plain Dealer》 (영어). 1949년 5월 18일. 25면.
18. ↑  “Nats Gain Gene Bearden in $10,000 Waiver Sale”. 《Richmond Times-Dispatch》 (영어). 1950년 8월 3일. 21면.
19. ↑  “Tribe Shackles Bearden's Boast 5–1”. 《The Salem News》 (영어) (Salem, Ohio). 1950년 8월 23일. 8면.
20. ↑  “Senators Sell Gene Bearden to Detroit”. 《The Tampa Tribune》 (영어). 1951년 4월 27일. 21면.
21. ↑  Olan, Ben (1952년 8월 13일). “Gene Bearden Majors' Best Hitting Pitcher”. 《Shreveport Journal》 (영어). 18면.
22. ↑  “Bearden Lines Up Barnstormers”. 《The Sporting News》 (영어). 1952년 10월 1일. 28면.
23. ↑  “Deals of the Week”. 《The Sporting News》 (영어). 1954년 10월 20일. 28면.
24. ↑  “Gene Bearden Leads PCL Moundsmen”. 《Tucson Citizen》 (영어). 1955년 6월 14일. 16면.
25. ↑  Figueredo, Jorge S. (2015). 《Who's Who in Cuban Baseball, 1878-1961》 (영어). McFarland & Company. 315쪽. ISBN 9780786482641.
26. ↑  “Gene Bearden Wants To Rejoin Solons”. 《Standard-Speaker》 (영어). 1958년 1월 6일. 13면.
27. ↑  “Tuning In”. 《The Sporting News》 (영어). 1958년 1월 22일.